# Csók, Anyu
A Csók, Anyu egy 1986-ban forgatott és 1987-ben bemutatott színes magyar filmdráma, amelyet Rózsa János rendezett.

## A cselekmény
|  | Alább a cselekmény részletei következnek! |

Egy négytagú középosztálybeli család mindennapjaiba tekintünk bele a Kádár-korszak végén. A Kalmár család jól él anyagilag. Az Óbuda feletti Remete-hegy oldalában épült, kétszintes házuk már majdnem készen áll. Az apa maszek munkákat végez, az anya idegenvezetőként dolgozik. A nagy rohanásban sosincs idejük foglalkozni egymással, megbeszélni a problémákat, egy üzenőtábla segítségével kommunikálnak egymással. Lányuk, Mari gimnazista, Peti pedig iskolába járás helyett egész nap otthon bujkál és a saját készítésű periszkóprendszerével kémleli a ház körüli és a házban történő eseményeket. Egy idő után Mari megelégeli, hogy szüleinek nincs idejük a családdal foglalkozni, és végső elkeseredettségében egy adag altatót vesz be. Szerencsére még idejében rátalálnak és kórházba viszik. Ez a tragédia döbbenti rá a szülőket a család fontosságára, és hogy ezentúl több időt töltsenek a gyermekeikkel.
|  | Itt a vége a cselekmény részletezésének! |

## Szereplők
- Koltai Róbert – Kalmár Géza
- Udvaros Dorottya – Kalmárné Joli
- Lajtai Katalin – Kalmár Marcsi, a lányuk
- Gévai Simon – Kalmár Peti, a fiuk
- Jászai Joli – Géza mama, a nagymama
- Bánsági Ildikó – tanárnő, Peti osztályfőnöke
- Gáspár Sándor – Korányi doki
- Andorai Péter – Csépai elvtárs
- Ujlaki Dénes – részeges szomszéd
- Bodnár Erika – Márta, a szomszédasszony
- Töreky Zsuzsa – Kalmár Géza szeretője
- Hollósi Frigyes – András, vendégségbe érkező férfi
- Pogány Judit – Andrásné, vendégségbe érkező nő
- Both Béla – ideges szomszéd
- Szakács Melinda
- Bartók István
- Erőss Tamás
- Gévai Lőrinc
- Gőz István
- Héja Domokos
- Ivanics Zsolt
- Mazányi Ferenc
- Skultéti Csilla
- Szakács Tibor